# Kropîvenka, Volodarsk-Volînskîi
Kropîvenka (în ucraineană Кропивенка) este un sat în comuna Rîjanî din raionul Volodarsk-Volînskîi, regiunea Jîtomîr, Ucraina.

## Demografie
Componența lingvistică a localității Kropîvenka
     Ucraineană (97,86%)
     Rusă (2,14%)
Conform recensământului din 2001, majoritatea populației localității Kropîvenka era vorbitoare de ucraineană (97,86%), existând în minoritate și vorbitori de rusă (2,14%).